# Jaroslaw Jurjewitsch Michailow
Jaroslaw Jurjewitsch Michailow (russisch Ярослав Юрьевич Михайлов, englisch Yaroslav Yuryevich Mikhaylov; DFL-Schreibweise Yaroslav Mikhailov; * 28. April 2003 in Pytalowo) ist ein russischer Fußballspieler.

## Karriere

### Verein
Michailow begann seine Karriere bei Zenit St. Petersburg. Zur Saison 2021/22 wechselte Michailow, der zu jenem Zeitpunkt bei Zenit bislang weder für die Profis noch die Reserve gespielt hatte, leihweise nach Deutschland in die 2. Bundesliga zum Absteiger FC Schalke 04. Sein Debüt für Schalke in der 2. Bundesliga gab er im August 2021, als er am zweiten Spieltag jener Saison gegen Holstein Kiel in der 65. Minute für Blendi Idrizi eingewechselt wurde. Bei seinem zweiten Einsatz für die Schalker, im Erstrundenspiel des DFB-Pokals gegen den fünftklassigen FC 08 Villingen, gelang dem Russen sein erstes Tor im Erwachsenenbereich. Bis zum Ende der Leihe kam er zu acht Einsätzen in der 2. Bundesliga, mit den Schalkern stieg er zu Saisonende in die Bundesliga auf.
Zur Saison 2022/23 kehrte Michailow nach Sankt Petersburg zurück. Dort absolvierte er eine Partie für die Profis in der Premjer-Liga und neun für die Reserve in der Perwenstwo PFL, ehe er im September 2022 ein zweites Mal verliehen wurde, diesmal innerhalb der Premjer-Liga an den FK Nischni Nowgorod. Für Nischni Nowgorod kam er während der Leihe zu 21 Einsätzen im Oberhaus. Im Juni 2023 wurde er fest verpflichtet.
Nach sechs Einsätzen zu Beginn der Saison 2023/24 wurde er allerdings bereits im September 2023 wieder von Zenit zurückgekauft. Die Petersburger verliehen ihn aber direkt innerhalb der Liga an den FK Orenburg.

### Nationalmannschaft
Michailow spielte zwischen Oktober und Dezember 2019 dreimal für die russische U-17-Auswahl. Im März 2021 kam er zu zwei Einsätzen im U-18-Team. Sein erstes Länderspiel für die U19 seines Landes bestritt er am 6. Oktober 2021 in Kroatien.

## Erfolge
Zenit St. Petersburg
- Russischer U-17-Meister: 2021

FC Schalke 04
- Aufstieg in die Bundesliga: 2022 (als Meister)